# Arietellus unisetosus
Arietellus unisetosus is een eenoogkreeftjessoort uit de familie van de Arietellidae. De wetenschappelijke naam van de soort is voor het eerst geldig gepubliceerd in 1997 door Lian & Qian.